# Полютиха-Західна
Полюти́ха-За́хідна (рос. Полютиха-Западная) — бухта на півдні затоки Варангер-Фьорд Баренцового моря Північного Льодовитого океану.
Лежить майже на крайньому північно-західному узбережжі Мурманської області, Росія. Являє собою затоку-губу, яка глибоко врізається в суходіл, але при цьому має незначну ширину. Береги високі, стрімко обриваються до моря, на півдні вкриті хвойними лісами.
| Росія | Це незавершена стаття з географії Росії. Ви можете допомогти проєкту, виправивши або дописавши її. |